# Чартувек
Чартувек (пол. Czartówek) — село в Польщі, у гміні Скульськ Конінського повіту Великопольського воєводства.
Населення — 112 осіб (2011).
У 1975-1998 роках село належало до Конінського воєводства.

## Демографія
Демографічна структура станом на 31 березня 2011 року:
|          | Загалом | Допрацездатний вік | Працездатний вік | Постпрацездатний вік |
| -------- | ------- | ------------------ | ---------------- | -------------------- |
| Чоловіки | 52      | 15                 | 33               | 4                    |
| Жінки    | 60      | 18                 | 29               | 13                   |
| Разом    | 112     | 33                 | 62               | 17                   |